# Oostzaan

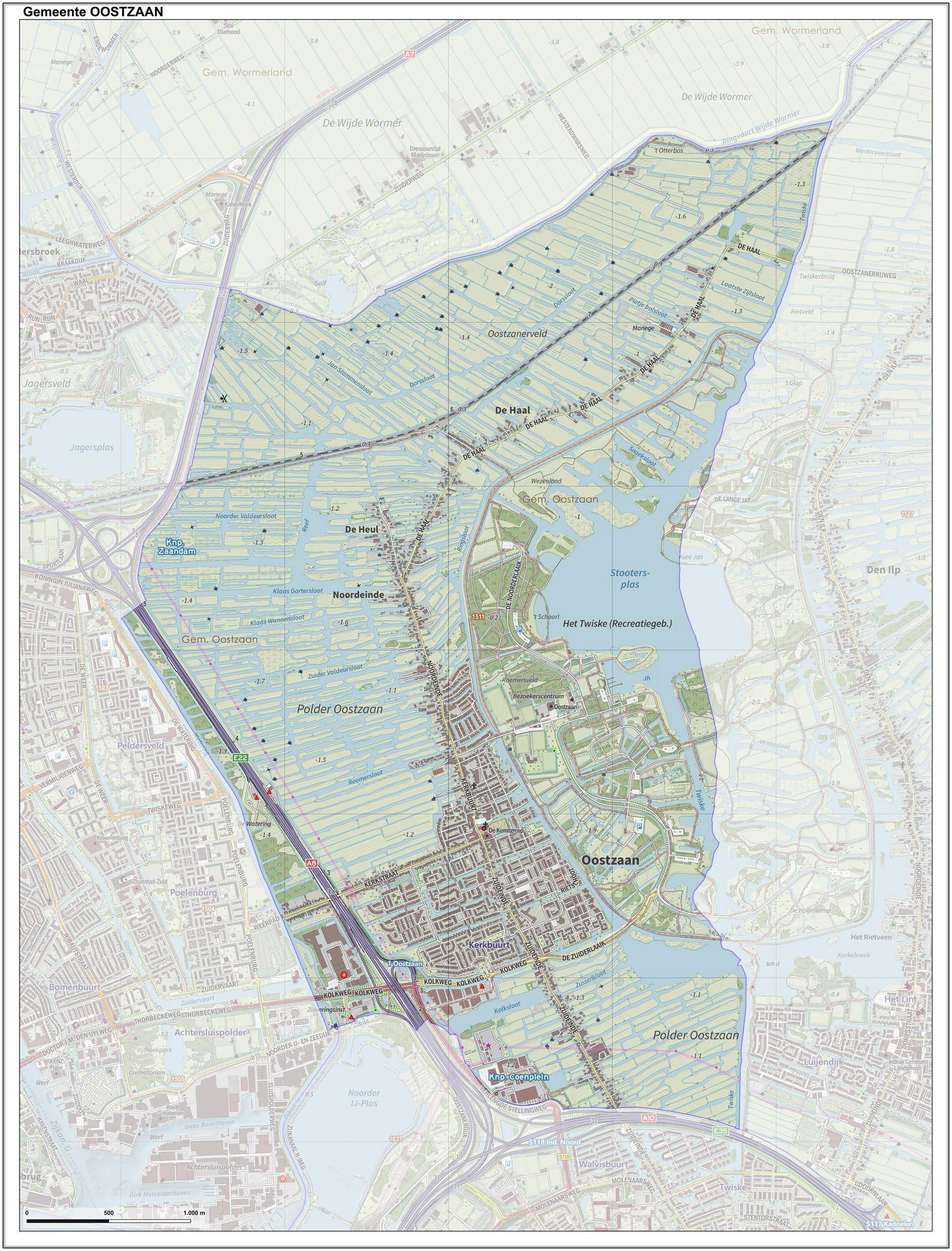
Topografische gemeentekaart van Oostzaan, september 2022

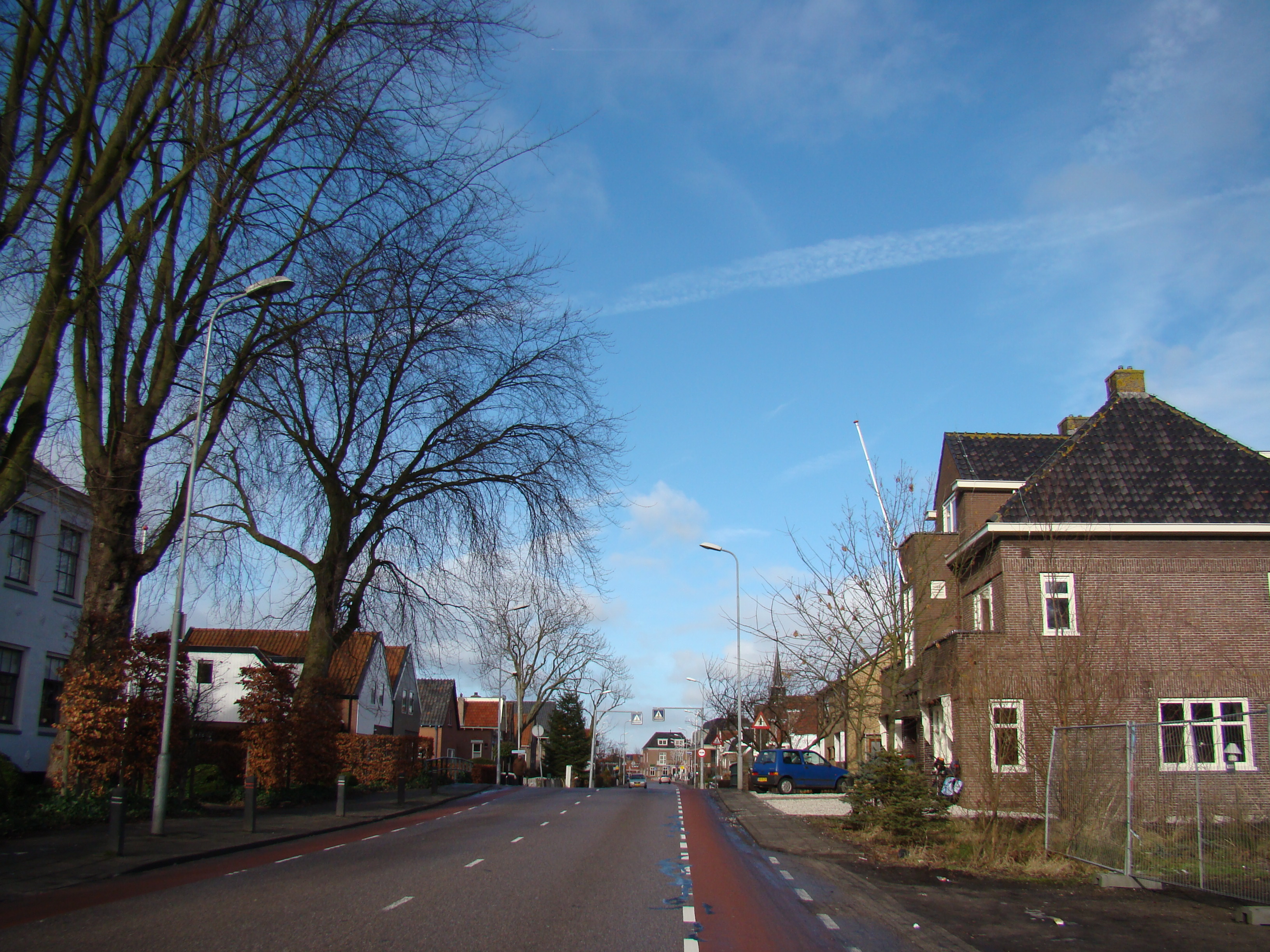
Zuideinde

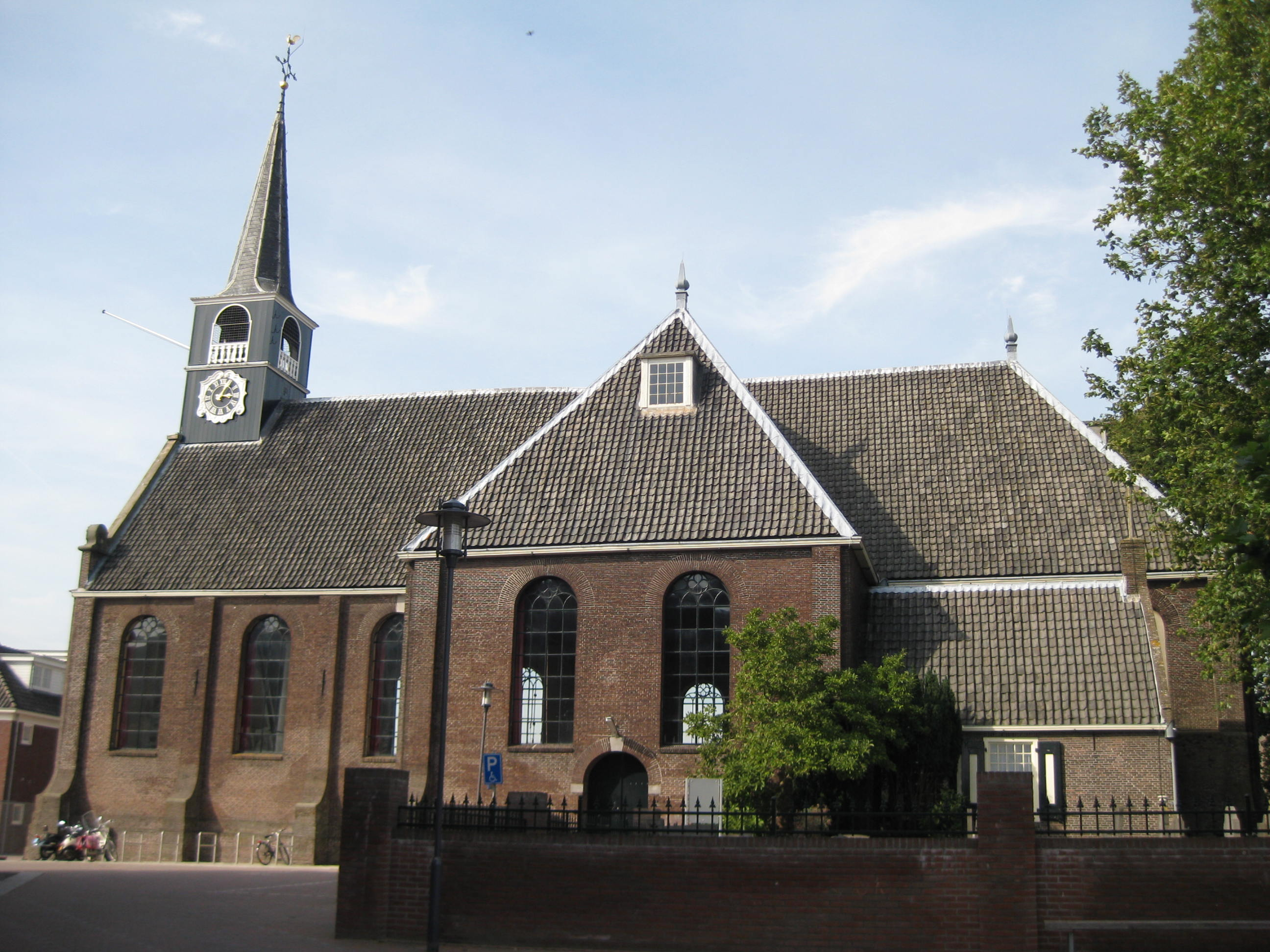
Hervormde Kerk

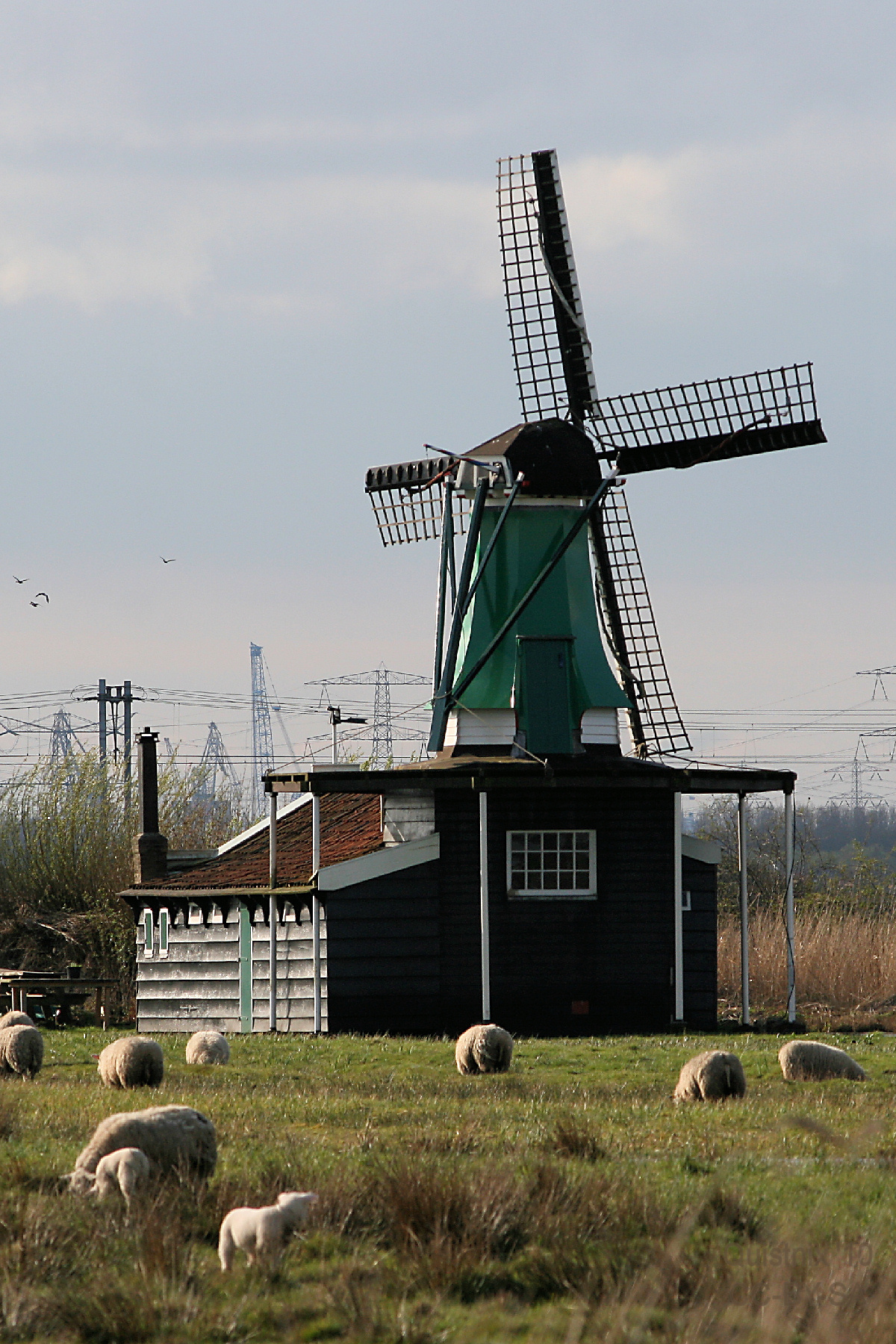
Molen De Windjager

Oostzaan (uitspraakⓘ) is een dorp en gemeente in de Zaanstreek in de Nederlandse provincie Noord-Holland. De gemeente telt 9.694 inwoners (22 november 2024, bron: CBS) en heeft een oppervlakte van 16,13 km² (waarvan 4,63 km² water). De gemeente Oostzaan maakt deel uit van de Vervoerregio Amsterdam.
Het dorp Oostzaan heeft een hervormde kruiskerk, de Grote Kerk, met daarin twee scheepsmodellen die herinneren aan de tijd dat Oostzaan een belangrijke zeevarende gemeenschap was. In het Oostzanerveld staat De Windjager, een klein molentje.

## Buurtschappen
Het dorp Oostzaan bestaat uit meerdere buurtschappen:
- Achterdichting
- De Haal
- De Heul
- Kerkbuurt
- Noordeinde
- Zuideinde

Kerkbuurt, Kerkstraat, Klaverweide en het noordelijke deel van Zuideinde vormen het dorpscentrum van Oostzaan. Hier staat ook het gemeentehuis en bevinden zich de meeste winkels. 

## Geschiedenis
Oostzaan is samen met Westzaan en Assendelft een moederdorp van de regio Zaanstreek. Dit houdt in dat deze drie de oudste dorpen van de Zaanstreek zijn. Oostzaan is ontstaan als lintdorp bestaande uit de buurtschappen Noordeinde, Kerkbuurt en Zuideinde. Het lintdorp ontwikkelde zich na de ontginningen van het gebied langs de Zaan in de 11e tot de 13e eeuw. Het dorp wordt in 1306 gemeld als Oostsaenden. De benaming kan zowel duiden op het feit dat het dorp ten oosten van de rivier de Zaan is gelegen als op het gegeven dat het ten oosten ligt van het later verdwenen dorp Zaanden (ook wel Saenden, Oud-Zaanden of Oud-Saenden genoemd). Te midden van het dorp werd een kerk gebouwd en op deze wijze ontstond ook de buurtschap Kerkbuurt. In 1403 kreeg de poorter van Haarlem, Simon van Zaenden, het ambachtsheerschap over Oostzaan van graaf Albrecht van Beieren, net voor diens dood. In 1573, tijdens de Tachtigjarige Oorlog, staken Spaanse soldaten in Oostzaan de kerk, vele huizen en de meelmolen Het Wapen van Oostzaan in brand. Alle werden uiteindelijk in de jaren daarna weer herbouwd.
Oostzaan speelde een rol in de scheepvaart van de VOC en WIC en de bouw van schepen. Zo heeft Oostzaan ook zijn eigen zeerover gehad, Claes Compaen. Hij was uit de Nederlanden uitgevaren als legaal kaperkapitein, in het bezit van kaperbrieven, maar al snel begon hij schepen voor eigen rekening te veroveren, in Het Kanaal, in de Middellandse Zee, aan de Afrikaans-Atlantische kust, tot in de Caraïben toe. De buit maakte hij te gelde aan de kust van Ierland, later in Salé en aan de Barbarijse kust.
Het dorp groeide over de eeuwen heen wat in zuidelijke richting. Later ontstond bij de overtoom aan het toen nog brede IJ, net als bij Westzaan, een eigen buurt. Deze ontwikkelde zich al snel uit tot een echte buurt, de Oostzaner Overtoom. Vanuit hier vond vanaf de 16e eeuw koopvaardij plaats, vooral naar de Oostzee. In de loop van de 17e en 18e eeuw kwam hier walvisvaart bij. Aan de oostkant, aan het Twiske, kwamen traankokerijen die walvisspek tot lampolie verwerkten.
De Kerkbuurt raakte onderverdeeld in een Zuiderkerkbuurt en Noorderkerkbuurt en op de grens met Noordeinde was er De Kathoek. In 1729 kochten de regenten van Oostsanen en Oostzaandam de Ambachtsheerlijkheid Oostsanen van de Staten van Holland en West-Friesland voor 100.000 gulden.
De Ambachtsheerlijkheid Oostsanen, bestaande uit Oostzaan, Oostzaandam en Haaldersbroek, werd in 1806 opgeheven. Oostzaan werd daarna een zelfstandige gemeente. Voor uitbreiding van de gemeente Amsterdam boven het IJ werd in 1921 een deel van Oostzaan geannexeerd. Het betrof het gebied van de Oostzaner Overtoom en IJ-polder. In de Noorder IJ-polder werd Tuindorp Oostzaan gebouwd. In de 20e eeuw groeide Oostzaan zelf ook, met name de Kerkbuurt. Die nieuwbouw is ook de basis van het dorpscentrum van Oostzaan geworden. Ook werd er nieuwbouw gepleegd aan het Zuideinde. Dit gebied werd in verband met de aanleg van de ringweg rond Amsterdam (A10) in 1966 door de gemeente Amsterdam geannexeerd. Nu is dit gebied bekend onder de naam Oostzanerwerf.
Binnen de gemeente Oostzaan was er vroeger, tot even voorbij halverwege de 20e eeuw, een soort van diversiteit aan en onder de Oostzaners: de Noordelingen, afkomstig uit het noorden (Noordeinde - De Haal - De Heul - Achterdichting) en de Kerkbuurters, afkomstig uit het gebied rond de Grote Kerk (Kerkstraat- Kerkbuurt). Ook was er verschil tussen de Kerkbuurters en de Noorderkerkbuurters, dit is een deel dat meer richting het Noordeinde ligt. En tot slot de Zuiderlingen, afkomstig uit het Zuideinde. Het was geen strijd onderling, maar zo kon men altijd horen, dan wel aan de achternaam zien, waar men vandaan kwam. Als men van buiten naar Oostzaan verhuisde werd men niet of moeilijk geaccepteerd door de Oostzaners (geboren en/of getogen). Men was dan een importer. Met name Zaandammers (Bunzingen) en anderen personen afkomstig van die kant van de Zaan waren niet geliefd in het dorp. Amsterdammers werden wat meer geaccepteerd, maar ook zij waren geen Oostzaners en dus konden ze moeilijk 'aarden' in het dorp.
De Haal en de Heul zijn nog als vanouds, met oude wegsloten in de Haal, maar de rest van Oostzaan is drastisch veranderd. Het heeft zijn oude wegsloot moeten inleveren voor een drukke doorgaande weg, de Kerkstraat. Dit was nodig vanwege de strategische ligging van Oostzaan ten opzichte van Amsterdam en Zaandam.
Het weeshuis aan het Zuideinde is een van de oudere bouwwerken in Oostzaan. Het was eerst een woonhuis maar werd in 1774 in gebruik genomen als weeshuis. Alleen wezen die in Oostzaan waren geboren, werden toegelaten. Na de Tweede Wereldoorlog is het gebouw geruime tijd in bezit geweest van de Nederlands Hervormde Kerk, maar eind 20e eeuw is het een woonhuis geworden.

### Watersnoden
In 1786 vond er in de Banne Oostzaan een watersnoodramp plaats. De dijk Achterdichting, waarvan het octrooi in 1625 was verleend, bezweek, waardoor de hele Banne onderwater liep. Op 4 februari 1825 werd Oostzaan opnieuw getroffen door een watersnoodramp, ditmaal doordat de Zuiderzeedijk bij de Stenen Beer van Durgerdam doorbrak. Een vrij groot gebied van Waterland liep helemaal onder water, waaronder ook Oostzaan.
Op 16 januari 1916 werd Oostzaan wederom getroffen door een watersnoodramp, ditmaal liep het water gewoon over het Luyendijkje, waarvan het octrooi in 1589 was verleend, heen. De dijken bij Uitdam, Durgerdam en Katwoude waren al eerder, in de nacht van 13 op 14 januari, doorgebroken. Op 16 februari liep de polder opnieuw onder door een stevige storm. Pas op 24 maart kon worden begonnen de polder droog te malen, een karwei dat op 1 april klaar was.

## Oostzaan in de geschiedenis
- Claes Gerritszoon Compaen (1587-1660), koopvaarder, reder en zeerover, werd geboren in Oostzaan.
- Jacob Cornelisz. van Oostsanen, kunstschilder, leefde van 1470 tot 1533.
- De gemeente had van 20 mei 1884 tot 15 mei 1938 een treinstation Station Oostzaan in de buurtschap De Heul aan de spoorlijn Zaandam - Purmerend.
- De supermarktketen Albert Heijn komt voort uit een Oostzaans gezin. Een oude Albert Heijn-winkel, waarvan gezegd wordt dat het een replica is van het oorspronkelijke kruidenierswinkeltje, is te vinden op de Zaanse Schans.
- Vlak na de Tweede Wereldoorlog behoorde Oostzaan tot de rijkste gemeenten van Nederland[bron?]. Het was tevens een 'rood bolwerk': ongeveer 50% van de Oostzaners stemde op de Communistische Partij van Nederland. (Bij de gemeenteraadsverkiezingen van 2002 behaalde GroenLinks 25,7% van de stemmen.)

## Dialect
In de Zaanse streektaal werden de inwoners van Oostzaan vroeger doppehokkers genoemd. In deze streektaal bestaan diverse varianten, waarbij Oostzaan ook zijn eigen dialect heeft. Het lijkt met sommige woorden op het Zaans, maar een verschil is de nadrukkelijk uitgesproken "eu". Hierbij wordt het woord "huis" uitgesproken als "heus". Net als in de rest van de Zaanstreek hoor je vaak een k in plaats van een ch, dus school wordt skool en schaap skaap. Het Oostzaans kent tal van uitdrukkingen en woorden, die onder meer zijn vastgelegd in het boekje Wat ons nag te binnen skoot. Hierin worden de Oostzaanse woorden uitgelegd en vertaald.

## Oude en huidige Oostzaanse bedrijven
Naast melkvee werd in Oostzaan ook veel pluimvee gehouden. De melkhandel en eierhandel waren een belangrijke bron van inkomsten. Zo telde Oostzaan grote eier- en pluimveehandelaren, met name gericht op Amsterdam. Aan de Oostzaner Overtoom die tot eind 19e eeuw direct aan het IJ lag, waren scheepswerven en reders voor koopvaart en walvisvaart. Andere van oudsher Oostzaanse bedrijven zijn transport, kruidenierszaken en houthandel. Daarnaast bezit het internationaal bekende bedrijven. Van oorsprong staan Oostzaners als een handelsvolkje bekend. Deze handelsgeest is bewaard gebleven.
Oer-Oostzaanse bedrijven waren de eierenhandel van Jb. Havik en Zn. en Taams Eieren. Dit zijn nog maar twee van de eierenhandels die Oostzaan rijk was. Door de grote veranderingen binnen deze sector zijn bijna alle eierenhandelaren of gestopt of weg uit Oostzaan. De meeste zijn gestopt, zo ook Jb. Havik en Zn en Taams Eieren.

### Albert Heijn
Kruidenier Albert Heijn, opgericht in begin 1860 door de familie Heijn, een Oostzaanse familie wonende in de Kerkbuurt te Oostzaan. Vader Heijn had een kruidenierszaakje dat op 27 mei 1887 door zijn zoon Albert Heijn werd overgenomen. Acht jaar nadat hij de nering van zijn vader overnam, opende een enthousiaste Albert Heijn zijn eerste filiaal in Purmerend. Hij begon ondertussen ook met eigen productie. Vanaf 1895 werden in de keuken van een herenhuis in Zaandam eigen koekjes gebakken. En achter de winkel in Oostzaan brandde hij zijn eigen koffie. Albert Heijn brandt nog steeds zijn eigen koffie. In 1920 deed hij de leiding over aan zijn zoons Jan en Gerrit en zijn schoonzoon Jan Hille. Toen de winkelketen van Albert Heijn in 1927 veertig jaar bestond telde de onderneming al 107 filialen. Ze kreeg bij het jubileum het predicaat "hofleverancier". In 1948 werd het bedrijf een vennootschap en ging het naar de beurs. Het concern Albert Heijn is uitgegroeid en baat supermarktketens over de hele wereld uit.

### Meyn
Meyn is de wereldleider in kippenslachtmachines. Het bedrijf komt oorspronkelijk uit Oostzaan en werd opgericht in 1959 door Piet Meijn en Cor Koning. Destijds heetten het bedrijf dan ook Meyn en Koning. Later werd het alleen Meyn. Meyn was met y, omdat in vele andere talen de ij niet wordt gebruikt zoals in de naam Meijn. Tevens is de oprichter van Meyn, Piet Meijn, de vader van styliste Karin Meyn. In 1997 liep het aandeel van de familie Meijn terug tot 50 procent. In 1999 kwam het gehele bedrijf in handen van een externe aandeelhouder. In 2012 kwam het bedrijf in handen van de Amerikaanse investeerder Warren Buffet. Anno 2025 is het bedrijf nog steeds gevestigd in Oostzaan.

## Gemeenteraad
De gemeenteraad van de gemeente Oostzaan bestaat uit dertien zetels. Hieronder de behaalde zetels per partij bij de gemeenteraadsverkiezingen sinds 1998:
| Gemeenteraadszetels | Gemeenteraadszetels | Gemeenteraadszetels | Gemeenteraadszetels | Gemeenteraadszetels | Gemeenteraadszetels | Gemeenteraadszetels | Gemeenteraadszetels |
| Partij              | 1998                | 2002                | 2006                | 2010                | 2014                | 2018                | 2022                |
| ------------------- | ------------------- | ------------------- | ------------------- | ------------------- | ------------------- | ------------------- | ------------------- |
| VVD                 | 2                   | 3                   | 3                   | 4                   | 4                   | 5                   | 5                   |
| GroenLinks          | 5                   | 3                   | 3                   | 3                   | 3                   | 4                   | 3                   |
| CDA                 | 1                   | 1                   | 2                   | 1                   | 2                   | 2                   | 2                   |
| PvdA                | 2                   | 1                   | 3                   | 2                   | 1                   | 1                   | 2                   |
| D66                 | 1                   | 1                   | -                   | 1                   | 2                   | 1                   | 1                   |
| GemeenteBelangen    | 1                   | 3                   | 2                   | 2                   | 1                   | -                   | -                   |
| Luijendijk          | 1                   | 1                   | -                   | -                   | -                   | -                   |                     |
| Totaal              | 13                  | 13                  | 13                  | 13                  | 13                  | 13                  | 13                  |

## Aangrenzende gemeenten
| Aangrenzende gemeenten | Aangrenzende gemeenten | Aangrenzende gemeenten | Aangrenzende gemeenten | Aangrenzende gemeenten |
| ---------------------- | ---------------------- | ---------------------- | ---------------------- | ---------------------- |
|                        |                        | Wormerland             |                        |                        |
|                        |                        |                        |                        |                        |
| Zaanstad               | Landsmeer              |                        |                        |                        |
|                        |                        |                        |                        |                        |
|                        |                        | Amsterdam              |                        |                        |

## Oostzaanse familienamen
Oostzaan heeft zijn eigen typische familienamen. Deze worden vaak ook in buurgemeenten teruggevonden, maar natuurlijk ook door het land verspreid. Hier volgen een aantal echte Oostzaanse familienamen, die zijn teruggevonden in archieven tot 1700 en grotendeels van oudsher uit Oostzaan komen:
Abbring, Berge, Bindt, Booker, Brouwer (ook elders in Noord-Holland), Derlage(n), de Boer, de Dood, Dral, Engel, Flens, Gans, Gorter, De Graaf (de Graeff, De Graaff), Heijn, Hottentot, Jonkhart, Jonker, De Joode, Keijzer, Koeman, Lange(n)berg, Lust, Meijn, Mol, Onrust, Pet, Prins, Rem, Rep, Ruig, Schaap, Schaft, Taams, Tijmes, Vleeshakker, Vonk (Vonck), De Vries, Wals en Walst.

## Geboren Oostzaners
- Jacob Cornelisz. van Oostsanen (ca.1475-1533), de eerste bij naam bekende kunstenaar in Amsterdam
- Claes Compaen (1587), Barbarijse zeerover
- Albert Heijn (1865-1945), oprichter van de gelijknamige supermarktketen
- Jan Brouwer (1916-1976), architect
- Piet Meijn (1920-2003), ondernemer en uitvinder
- Gré de Jongh (1924-2002), atlete
- Theo Quené (1930-2011), planoloog
- Robert Tijdeman (1943), wiskundige, gespecialiseerd in de getaltheorie
- Trijnie Rep (1950), schaatsster
- Teun Buijs (1960), volleyballer
- Ellie Lust (1966), politieagent en mediapersoonlijkheid
- Anne Buijs (1991), volleybalster

## Wonend in Oostzaan
- Piet Beuse (1933-1999), oud-burgemeester
- Helmert Woudenberg (1945-2023), acteur
- Rob Rensenbrink (1947-2020), voetballer
- Charles Zwolsman (1955-2011), autocoureur en drugshandelaar

## Monumenten
In de gemeente zijn er een aantal rijksmonumenten en een oorlogsmonument, zie:
- Lijst van rijksmonumenten in Oostzaan
- Lijst van oorlogsmonumenten in Oostzaan

## Kunst in de openbare ruimte
In de gemeente Oostzaan zijn diverse beelden, sculpturen en objecten geplaatst in de openbare ruimte, zie:
- Lijst van beelden in Oostzaan

## Openbaar vervoer
Het tot de gemeente Oostzaan behorende De Haal ligt aan de spoorlijn Zaandam - Enkhuizen waar van 20 mei 1884 tot 15 mei 1938 Station Oostzaan zich bevond. EBS bus 111 verbindt Oostzaan met zowel Zaandam als Amsterdam-Noord en Marken.